# Jeannette Ryder
Jeannette Ryder (Wisconsin, EUA, 1866 – Cuba, 1931) foi uma filantropa americana e activista dos direitos dos animais que viveu em Cuba no início do século XX. Ela fundou a organização humanitária Sociedade para a Proteção de Crianças, Animais e Plantas, também conhecida como Bando de Piedad em 1906.

## Biografia
Após a sua morte em 1931 foi enterrada no Cemitério Colón, em Havana. O seu túmulo é conhecido como o "túmulo da lealdade" porque o seu cachorro Rinti estava ao pé do túmulo e recusou-se a comer e a beber até morrer.
O animal foi enterrado ao lado do seu dono e é um dos dois animais oficialmente enterrados no cemitério de Colón. Uma escultura reclinada (a única do género na necrópole) representando Rinti que repousa ao pé do túmulo foi erguida em 1945. Desde então este túmulo é conhecido como "da lealdade" ou "o túmulo do cachorrinho".

## Reconhecimentos
Em julho de 1957, para comemorar o 50.º aniversário da fundação do Bando de Piedad, o Ministério das Comunicações da República de Cuba emitiu dois selos de 4 e 12 centavos, respectivamente, em homenagem a Ryder e ao seu legado.